# Iwona Kmiecik
Iwona Kmiecik – polska wokalistka, kompozytorka, autorka tekstów, trener wokalny i wykładowca śpiewu Akademii Muzycznej im. Karola Szymanowskiego w Katowicach. Finalistka czwartej edycji programu Must Be the Music. Tylko muzyka. Od 2019 doktor sztuk muzycznych w dziedzinie wokalistyki.

## Życiorys
W wieku pięciu lat zaczęła naukę gry na fortepianie w Państwowym Ognisku Muzycznym w Tomaszowie Mazowieckim, którą później kontynuowała w Państwowej Szkole Muzycznego I i II stopnia, aż do jej ukończenia.
Pierwszą piosenkę skomponowała, mając 13 lat. W 1999 zajęła trzecie miejsce w Ogólnopolskim Festiwalu Piosenki GAMA, wykonując „Boskie Buenos” Maanamu. W 2002 jej kompozycja „Dla P” zajęła drugie miejsce w konkursie „Przebojem na antenę” (Polskie Radio Łódź). Równolegle przez wiele lat trenowała wyczynowo łyżwiarstwo szybkie. W 2003 podczas Mistrzostw Polski Juniorów zdobyła srebrny i brązowy medal na dystansach: 1000 m i 500 m, w tym samym roku uzyskała Mistrzowską Klasę Sportową na dystansie 5000 m, dzięki której zapewniła sobie indeks Akademii Wychowania Fizycznego w Krakowie.
Wielokrotnie brała udział w warsztatach wokalnych, a podczas International Summer Jazz Academy w Krakowie poznała Lorę Szafran, która namówiła ją na studia wokalne. W 2006 została studentką Akademii Muzycznej w Katowicach (wokalne studia stacjionarne), a w 2011 obroniła tytuł magistra sztuki w dziedzinie wokalistyka[1].
W 2008 założyła pierwszy zespół, z którym zajęła pierwsze miejsce na Przeglądzie Muzycznym „On Music”.
W 2010 nagrała swoją debiutancką, solową EP-kę. Na ostatnim roku swoich studiów założyła skład jazzowy o nazwie Iwona Kmiecik Quartet, który potem przekształcił się w Iwona Kmiecik Quintet. Grupa brała udział w wielu konkursach muzycznych, otrzymując m.in. Grand Prix na Międzynarodowym „Krokus Jazz Festival” w Jeleniej Górze oraz Nagrodę Główną na Ogólnopolskim Przeglądzie Zespołów Jazzowych i Bluesowych w Gdyni. W tym czasie solowo zdobyła także drugą nagrodę na Międzynarodowych Spotkaniach Wokalistów Jazzowych w Zamościu oraz trzecią nagrodę na Jazz Novum Festival w Łomży[1].
W październiku 2011 przeprowadziła się do Warszawy[1]. W lutym 2012 wzięła udział w przesłuchaniach do drugiej edycji programu TVP2 Bitwa na głosy i dostała się do drużyny Natalii Kukulskiej. Na zaproszenie piosenkarki wystąpiła w koncercie Życia mała garść poświęconemu Annie Jantar i Jarosławowi Kukulskiemu. Uczestnicy wykonali partie chórów dla artystów, takich jak m.in. Czesław Mozil, Piotr Cugowski i Halina Frąckowiak[1].
W czerwcu 2012 wzięła udział w przesłuchaniach do czwartej edycji programu telewizji Polsat Must Be the Music. Tylko muzyka, w trakcie których zaśpiewała swoją wersję przeboju „Only Girl (In the World)” z repertuaru Rihanny. Przeszła do półfinału programu, w którym zaprezentowała autorski utwór „Breathin’” i awansowała do finału, zdobywszy największą liczbę głosów widzów[4].
21 listopada 2013 wydała debiutancki album studyjny, zatytułowany Kolor szlachetności[5]. Pierwszym singlem promującym płytę został utwór „RoSe”, do którego został zrealizowany teledysk[6].
W 2014 wystąpiła w koncercie Super Debiuty „Świat nie zginie dzięki nim”, poświęconemu twórczości Czesława Niemena, wykonując piosenkę „Pod Papugami”. W tym samym roku została zaproszona do projektu Muzeum Powstania Warszawskiego, w którym od 1 do 5 sierpnia można było oglądać Spektakl/Oratorium Pamiętnik z powstania warszawskiego w reżyserii Krystyny Jandy z muzyką Jerzego Satanowskiego. Iwona wraz z pozostałymi chórzystami wykonała partie wokalne. Spektakl można było również zobaczyć w teatrze Atelier w Sopocie oraz w warszawskim Och Teatrze.
Współtworzy również takie projekty jak: Music for 18 Musicians w wykonaniu Kwadrofonik i goście, czy Opera Czarodziejska Góra Pawła Mykietyna w reżyserii Andrzeja Chyry.
W 2017 sukcesem zakończyła się akcja crowdfundingowa, w trakcie której Kmiecik zbierała środki na nagranie swojej drugiej płyty. Projekt wsparli tacy artyści jak Natalia Kukulska, Igor Herbut, Piotr Bukartyk czy Artur Andrus. W 2018 wydała drugi album pt. Tylko dziś. Piosenka „Ziemia Księżyc” zwyciężyła w konkursie Polskiego Radia i ZAiKSu „Piosenka na 100” za najlepszą warstwę muzyczną.
Od 2015 jest wykładowcą Akademii Muzycznej w Katowicach, od 2019 roku doktor sztuk muzycznych.

## Dyskografia

### Albumy studyjne
- Kolor szlachetności (2013)
- Tylko dziś (2018)